# Craugastor lineatus
Craugastor lineatus es una especie de Anura de la familia Craugastoridae, género Craugastor. Es nativo de Guatemala y el sur de México.
La especie está amenazada por la pérdida de hábitat y los efectos de chytridiomycosis.

## Distribución y hábitat
Su área de distribución incluye el sur de México (Guerrero, Oaxaca y Chiapas) y Guatemala. 
Su hábitat natural se compone de bosque perenne montano, y se reproduce en la cercanía de los cursos de agua. Su rango altitudinal se encuentra entre 300 y 2000 m s. n. m.